# Club de Deportes Aviación
Il Club de Deportes Avación è una società calcistica cilena, con sede a El Bosque.

## Storia
Fondato nel 1957, non ha mai vinto trofei nazionali. Scomparsa nel 1982.